# Avarščina (Tolkienova mitologija)
Avarščina (izvirno angleško Avarin) je umetni jezik angleškega pisatelja in jezikoslovca Johna Ronalda Reuela Tolkiena. Govorili so ga vilini, ki so se imenovali Avari.